# Sleeping with Ghosts
Sleeping with Ghosts è il quarto album in studio del gruppo musicale britannico Placebo, pubblicato il 1º aprile 2003 dalla Virgin Records e dalla Hut Records.
Nell'edizione speciale dell'album è presente un CD bonus contenente diverse cover registrate dal gruppo, poi ripubblicato singolarmente con il titolo Covers. Le numerose tracce bonus delle varie edizioni territoriali sono state invece inserite nella raccolta del 2011 B-Sides 1996-2006.

## Tracce
Testi e musiche di Brian Molko, Stefan Olsdal e Steve Hewitt.
1. Bulletproof Cupid – 2:22
2. English Summer Rain – 4:01
3. This Picture – 3:34
4. Sleeping with Ghosts – 4:38
5. The Bitter End – 3:10
6. Something Rotten – 5:28
7. Plasticine – 3:26
8. Special Needs – 5:15
9. I'll Be Yours – 3:32
10. Second Sight – 2:49
11. Protect Me from What I Want – 3:15
12. Centrefolds – 5:02

Tracce bonus nell'edizione giapponese
1. Evalia – 4:20
2. Drink You Pretty – 3:55

Covers – CD bonus nell'edizione speciale
1. Running Up That Hill – 4:57 (Kate Bush) – originariamente di Kate Bush
2. Where Is My Mind? – 3:44 (Black Francis) – originariamente dei Pixies
3. Bigmouth Strikes Again – 3:54 (Johnny Marr, Morrissey) – originariamente dei The Smiths
4. Johnny and Mary – 3:25 (Robert Palmer) – originariamente di Robert Palmer
5. 20th Century Boy – 4:39 (Marc Bolan) – originariamente dei T. Rex
6. The Ballad of Melody Nelson – 3:58 (Serge Gainsbourg, Jean-Claude Vannier) – originariamente di Serge Gainsbourg
7. Holocaust – 4:27 (Alex Chilton) – originariamente dei Big Star
8. I Feel You – 6:26 (Martin Gore) – originariamente dei Depeche Mode
9. Daddy Cool – 3:21 (Frank Farian, George Reyam) – originariamente dei Boney M.
10. Jackie – 2:48 (Sinéad O'Connor) – originariamente di Sinéad O'Connor

## Formazione
Gruppo
- Brian Molko – voce, chitarra, tastiera; sassofono in Something Rotten, percussioni in English Summer Rain
- Stefan Olsdal – basso, chitarra, tastiera, pianoforte, cori
- Steve Hewitt – batteria, percussioni

Altri musicisti
- Simon Breed – armonica a bocca in Protect Me from What I Want

Produzione
- Jim Abbiss – produzione
- Jim Barny – missaggio
- Bill Lloyd – ingegneria del suono
- Andy Davies – ingegneria del suono (assistente)
- Fergus Peterkin – ingegneria del suono (assistente)
- Danny Porter – ingegneria del suono (assistente)
- Tom Stanley – ingegneria del suono (assistente)
- Sean Magee – mastering

## Classifiche
| Classifica (2003) | Posizione massima |
| ----------------- | ----------------- |
| Australia         | 11                |
| Austria           | 6                 |
| Belgio (Fiandre)  | 4                 |
| Belgio (Vallonia) | 1                 |
| Danimarca         | 28                |
| Finlandia         | 14                |
| Francia           | 1                 |
| Germania          | 2                 |
| Grecia            | 4                 |
| Irlanda           | 14                |
| Italia            | 6                 |
| Norvegia          | 12                |
| Nuova Zelanda     | 37                |
| Paesi Bassi       | 19                |
| Polonia           | 10                |
| Portogallo        | 4                 |
| Regno Unito       | 11                |
| Svezia            | 3                 |
| Svizzera          | 14                |